# Johann George Tromlitz
Johann George Tromlitz (o Johann Georg) /ˈjoːhan ˈɡeːɔɐ̯k ˈtʀɔmlɪt͡s/ (Reinsdorf (Turingia), 8 novembre 1725 – Lipsia, 4 febbraio 1805) è stato un flautista e compositore tedesco.

## Biografia
Figlio di un granatiere, nacque a Reinsdorf, in Turingia, e frequentò la scuola a Gera, si sposò nel 1747 e dal 1750 studiò alla facoltà di giurisprudenza dell'Università di Lipsia. Terminò gli studi conseguendo il titolo di Notarius Publicus Caesareus (notaio imperiale). Sulla sua formazione musicale, iniziata presumibilmente piuttosto tardi, non si sa nulla, ma nel 1754 entrò come solista di flauto al Großes Konzert di Lipsia (un predecessore dell'Orchestra del Gewandhaus); i viaggi per i concerti negli anni seguenti lo portarono come solista fino a San Pietroburgo. Nel 1776 si ritirò dalla vita pubblica. Sua pronipote sarà Clara Schumann.

### Costruttore di flauti, compositore e insegnante
Insoddisfatto della disomogeneità sonora e di intonazione del flauto a una chiave, Tromlitz fin da quando era studente si interessò alla costruzione di flauti, in seguito esercitandola anche commercialmente, e sviluppò il flauto di Quantz nel modello con chiavi. Al termine della sua quasi quarantennale attività risale, fra gli altri, un flauto provvisto di otto chiavi che può essere considerato l'antesignano dello strumento che Theobald Boehm svilupperà in seguito. Degli strumenti fabbricati da Tromlitz, allora venduti all'alto - per l'epoca - prezzo di 6 fino a 40 ducati, ne sono oggi conservati sei in collezioni private e musei. Anche il poeta Eduard Mörike possedette un flauto di Tromlitz.
Tromlitz fu anche insegnante di flauto e autore di varie opere didattiche. Nel 1791 pubblicò il trattato Ausführlicher und gründlicher Unterricht die Flöte zu spielen, una delle più importanti fonti sul flauto storico (in particolare della fine del '700) che ci siano giunte.
Come compositore (fra le altre cose, di varie partite per flauto solo, concerti per flauto e sonate per flauto e strumento a tastiera), Tromlitz si colloca nello stile di Quantz e di Carl Philipp Emanuel Bach.